# Ammothella longioculata
Ammothella longioculata är en havsspindelart som först beskrevs av Faragiana, R. 1940.  Ammothella longioculata ingår i släktet Ammothella och familjen Ammotheidae. Inga underarter finns listade i Catalogue of Life.